# Jana Sizikova
Jana Dmitrijevna Sizikova (Russisch: Яна Дмитриевна Сизикова; Moskou, 12 november 1994) is een tennisspeelster uit Rusland. Zij begon op zesjarige leeftijd met het spelen van tennis. Haar favoriete ondergrond is tapijt. Sizikova speelt rechtshandig. Zij is actief in het internationale tennis sinds 2010.

## Loopbaan
In 2018 speelde Sizikova haar eerste wedstrijd op het WTA-circuit met de Oekraïense Dajana Jastremska op het WTA-toernooi van Sint-Petersburg.
In 2019 won zij haar eerste WTA-titel, op het toernooi van Lausanne, samen met landgenote Anastasija Potapova.
In 2020 had zij haar grandslamdebuut, op het dubbelspeltoernooi van Roland Garros, geflankeerd door de Amerikaanse Madison Brengle.
Tijdens Roland Garros in 2021 werd zij opgepakt door de Franse politie omdat zij werd verdacht van matchfixing tijdens het dubbelspeltoernooi van Roland Garros in 2020.
In november 2022 won zij haar derde WTA-titel in het dubbelspel, op het toernooi van Colina, samen met de Indonesische Aldila Sutjiadi – hiermee haakte zij nipt aan bij de top 50 van de wereldranglijst.
Op het WTA-toernooi van Palermo 2023 won Sizikova haar vijfde WTA-dubbelspeltitel, aan de zijde van de Belgische Kimberley Zimmermann, en in Limoges de zesde, geflankeerd door de Spaanse Cristina Bucșa.
Op het WTA-toernooi van Rabat 2024 won Sizikova haar zevende WTA-dubbelspeltitel, samen met Irina Chromatsjova en de achtste in Palermo met Aleksandra Panova aan haar zijde.

## Posities op deWTA-ranglijst
Positie per einde seizoen:
| jaar | rang enkelspel | rang dubbelspel |
| ---- | -------------- | --------------- |
| 2010 | 1110           | –               |
|      |                |                 |
| 2012 | 620            | 418             |
| 2013 | 348            | 341             |
| 2014 | 626            | 400             |
| 2015 | 500            | 474             |
| 2016 | 402            | 195             |
| 2017 | 448            | 190             |
| 2018 | 384            | 107             |
| 2019 | 567            | 98              |
| 2020 | 654            | 94              |
| 2021 | 940            | 117             |
| 2022 | –              | 53              |
| 2023 | –              | 60              |

## Palmares
| Legenda                 |
| ----------------------- |
| Grandslamtoernooi       |
| Olympische Spelen       |
| Year-End Championships  |
| Premier Mandatory       |
| Premier Five / WTA 1000 |
| Premier / WTA 500       |
| International / WTA 250 |
| Challenger / WTA 125    |

### WTA-finaleplaatsen enkelspel
geen

### WTA-finaleplaatsen vrouwendubbelspel
| nr.              | finale     | toernooi        | ondergrond    | partner              | tegenstandsters                           | score            |         |
| ---------------- | ---------- | --------------- | ------------- | -------------------- | ----------------------------------------- | ---------------- | ------- |
| gewonnen finales |            |                 |               |                      |                                           |                  |         |
| 1.               | 2019-07-21 | WTA Lausanne    | gravel        | Anastasija Potapova  | Monique Adamczak Han Xinyun               | 6-2, 6-4         | details |
| 2.               | 2022-07-31 | WTA Praag       | hardcourt     | Anastasija Potapova  | Angelina Gaboejeva Anastasija Zacharova   | 6-3, 6-4         | details |
| 3.               | 2022-11-13 | WTA Colina      | gravel        | Aldila Sutjiadi      | Mayar Sherif Tamara Zidanšek              | 6-1, 3-6, [10-7] | details |
| 4.               | 2023-05-26 | WTA Rabat       | gravel        | Sabrina Santamaria   | Lidzija Marozava Ingrid Gamarra Martins   | 3-6, 6-1, [10-8] | details |
| 5.               | 2023-07-23 | WTA Palermo     | gravel        | Kimberley Zimmermann | Angelica Moratelli Camilla Rosatello      | 6-2, 6-4         | details |
| 6.               | 2023-12-17 | WTA Limoges     | hardcourt (i) | Cristina Bucșa       | Oksana Kalasjnikova Maia Lumsden          | 6-4, 6-1         | details |
| 7.               | 2024-05-24 | WTA Rabat       | gravel        | Irina Chromatsjova   | Anna Danilina Xu Yifan                    | 6-3, 6-2         | details |
| 8.               | 2024-07-20 | WTA Palermo     | gravel        | Aleksandra Panova    | Yvonne Cavallé Reimers Aurora Zantedeschi | 4-6, 6-3, [10-5] | details |
| verloren finales |            |                 |               |                      |                                           |                  |         |
| 1.               | 2022-03-06 | WTA Monterrey   | hardcourt     | Han Xinyun           | Catherine Harrison Sabrina Santamaria     | 6-1, 5-7, [6-10] | details |
| 2.               | 2022-05-15 | WTA Karlsruhe   | gravel        | Alison Van Uytvanck  | Mayar Sherif Panna Udvardy                | 7-5, 4-6, [2-10] | details |
| 3.               | 2022-10-16 | WTA Cluj-Napoca | hardcourt (i) | Kamilla Rachimova    | Kirsten Flipkens Laura Siegemund          | 3-6, 5-7         | details |
| 4.               | 2024-07-26 | WTA Iași        | gravel        | Aleksandra Panova    | Anna Danilina Irina Chromatsjova          | 4-6, 2-6         | details |

## Resultaten grandslamtoernooien
| Legenda | Legenda                          |
| ------- | -------------------------------- |
| g.t.    | geen toernooi gehouden           |
| l.c.    | lagere categorie                 |
| –       | niet deelgenomen                 |
| G       | uitgeschakeld in de groepsfase   |
| 1R      | uitgeschakeld in de eerste ronde |
| 2R      | uitgeschakeld in de tweede ronde |
| 3R      | uitgeschakeld in de derde ronde  |
| 4R      | uitgeschakeld in de vierde ronde |
| KF      | uitgeschakeld in de kwartfinale  |
| HF      | uitgeschakeld in de halve finale |
| F       | de finale verloren               |
| W       | het toernooi gewonnen            |
| w-v     | winst/verlies-balans             |

### Enkelspel
geen deelname

### Vrouwendubbelspel
| toernooi        | 2020 | 2021 | 2022 | 2023 | 2024 |
| --------------- | ---- | ---- | ---- | ---- | ---- |
| Australian Open | –    | 1R   | –    | 2R   | 1R   |
| Roland Garros   | 1R   | 1R   | –    | 1R   | 2R   |
| Wimbledon       | g.t. | –    | –    | 2R   | 2R   |
| US Open         | –    | –    | 1R   | 1R   |      |

### Gemengd dubbelspel
| toernooi        | 2023 | 2024 |
| --------------- | ---- | ---- |
| Australian Open | –    | 2R   |
| Roland Garros   | –    | –    |
| Wimbledon       | 1R   | –    |
| US Open         | –    |      |